# Dolnji Ajdovec
Dolnji Ajdovec este o localitate din comuna Žužemberk, Slovenia, cu o populație de 63 de locuitori.